# グナエウス・コルネリウス・レントゥルス・クロディアヌス
グナエウス・コルネリウス・レントゥルス・クロディアヌス（ラテン語: Gnaeus Cornelius Lentulus Clodianus、紀元前115年ごろ - 没年不明）は紀元前1世紀初期・中期の共和政ローマの政治家・軍人。紀元前72年に執政官（コンスル）、紀元前70年にはケンソル（監察官）を務めた。

## 出自
レントゥルス・クロディアヌスは、プレブス（平民）であるクロディウス氏族に生まれたが、名門パトリキ（貴族）のコルネリウス氏族レントゥルス家に養子に出された。養父が誰であったかは不明であるが、一部の歴史学者はオロポスで発見されたギリシア語碑文から、父のプラエノーメンもグナエウスと推定している。

## 経歴
レントゥルス・クロディアヌスは紀元前115年ごろに生まれたと推定される。マリウス派が政権を握っていた間はローマを離れ、紀元前82年になってスッラと共にローマに戻った。その後、クロディアヌスは政治の道を歩み始めた。おそらく、養子に入る以前に護民官を務めていたと思われる（このことはキケロが演説の一つで触れていれる）。紀元前72年には執政官に就任するが、当時のコルネリウス法の規定から逆算して、遅くとも紀元前75年までにはプラエトル（法務官）を務めたはずである。
同僚執政官は、プレブスのルキウス・ゲッリウス・プブリコラであった。古代の記録には、両執政官による2つの法律制定が記されている。一つはポンペイウスが独自に属州民に与えたローマ市民権を正式のもとの認めること、加えて、属州民が不在時に有罪判決を出すことを禁止する法令を元老院が発布するよう提案した。もう1つは、シキリア属州でのウェッレスの住民嗜虐報告に対するものであった。
このころ、イタリアでは、スパルタクスが率いる奴隷と剣闘士の大規模な反乱（第三次奴隷戦争）が起こっていた。この反乱は深刻な脅威であり、元老院は両執政官にそれぞれ2個ローマ軍団を与えて、鎮圧に派遣することとした。アウクシリア（補助軍）も含めると、軍は少なくとも3万人の兵士で構成されていたはずである。両執政官が協力し、当時ガルガン半島にいた反乱軍を両側面から攻撃する予定であったと思われる。このため、プブリコラはカンパニアとアプリアを経由して進軍し、クロディアヌスはティブルティーナ街道を通り、アペニン山脈を越えて進んだ。
反乱軍はこの計画を阻止するために、両執政官の軍の個別撃破を試み、まずクロディアヌスの軍に向かった。クロディアヌスはアペニン山脈通過中に攻撃を受けたが、この攻撃は予想外のものであったようで、ローマ軍は大きな損失を被り、丘の一角に防御陣を敷くことを余儀なくされた。しかし完全な敗北は回避できた。その後反乱軍はプブリコラの軍を攻撃し、勝利した。スパルタクスはガリア・キサルピナへと転進し、そこで新たな兵を獲得した後に、秋になってイタリアへと戻った。両執政官はピケヌムに防衛戦を置いたが、再び敗北した。ローマはパニック状態となった。元老院は、プブリコラとクロディアヌスが反乱軍を倒すことができないことを考え、執政官任期が切れる前にクラッススに指揮権を委譲した。
この軍事的な失敗にもかかわらず、クロディアヌスとプブリコラは、揃って紀元前70年にケンソル（監察官）に就任した。19世紀の歴史家テオドール・モムゼンは、この選出は元老院に対抗するものであり、両者はスッラが構築した政治体制を解体しようとしていた、執政官ポンペイウスとクラッスス（後日二人はカエサルと共に第一回三頭政治を行う）のために行動したとしている。元老院議員監察の結果、全体の1/8にあたる64人が除名されたが、これは前例のないものであった。国勢調査（紀元前86年以降では最初のもの）には、同盟市戦争後にローマ市民権を得たイタリア人が含まれていたため、ローマの人口（成人男子のみ）は記録的な910,000人となった。しかし、歴史学者はそれでも調査は不完全であったと考えている。
紀元前67年、クロディアヌスとプブリコラは、またも揃ってポンペイウス隷下のレガトゥス（副司令官）として、イタリア沿岸を荒らしていた海賊討伐に従事した。紀元前66年には、第三次ミトリダテス戦争でポンペイウスに指揮権を与えるしたガイウス・マニリウスの法案を支持した。その後、クロディアヌスに関する記録はない。おそらく、この後直ぐに死去したと思われる。

## 知的活動
キケロは『ブルトゥス』の中で、グナエウス・レントゥルスという人物に関して触れているが、おそらくクロディアヌスのことである。「また、グナエウス・レントゥルスは演説時の話し方によって実際の能力以上の評判を手に入れていた。彼は外見や表情からは非常に賢そうに見えたが実際はそれほどではなかったし、語彙も豊富と思われていたが実際はそうではなかった。しかし、間を置いたり、叫んだりして、よく通るいい声で熱弁をふるったので、欠点が分からなかったのだ。弁論術における能力の凡庸さを、優れた実演の力で見えなくしたのである」。

## 子孫
クロディアヌスには同名の息子がおり、紀元前59年に法務官を務めている

## 参考資料

### 古代の資料
- アッピアノス『歴史』
- ティトゥス・リウィウス『ローマ建国史』
- オロシウス『異教徒に反論する歴史』
- マルクス・トゥッリウス・キケロ『ブルトゥス』
- マルクス・トゥッリウス・キケロ『ウェッレス弾劾』
- マルクス・トゥッリウス・キケロ『バルブス弁護』
- マルクス・トゥッリウス・キケロ『ポンペイウスにインペリウムを与える際の演説』

### 研究書
- Goroncharovsky V. Spartak War. - SPb. : Petersburg Oriental Studies, 2011 .-- 176 p.
- Egorov A. Julius Caesar. Political biography. - SPb. : Nestor-History, 2014 .-- 548 p. - ISBN 978-5-4469-0389-4.
- Mommsen T. History of Rome. - SPb. : Nauka, 2005 .-- T. 3.
- Broughton R. Magistrates of the Roman Republic. - New York, 1952. - Vol. II. - P. 558.
- Münzer F. Cornelius 216 // Paulys Realencyclopädie der classischen Altertumswissenschaft . - 1900 .-- T. VII . - S. 1380-1381.
- Münzer F. Cornelius 217 // Paulys Realencyclopädie der classischen Altertumswissenschaft . - 1900 .-- T. VII . - S. 1381.
- Sumner G. Orators in Cicero's Brutus: prosopography and chronology. - Toronto: University of Toronto Press, 1973 .-- 197 p. - ISBN 9780802052810.